# Lúčky – Roveňky
Lúčky – Roveňky jsou přírodní památka poblíž obce Růžďka v okrese Vsetín. Důvodem ochrany jsou mokřadní louky s výskytem vzácných orchidejí a dalších vzácných mokřadních druhů rostlin.

## Galerie

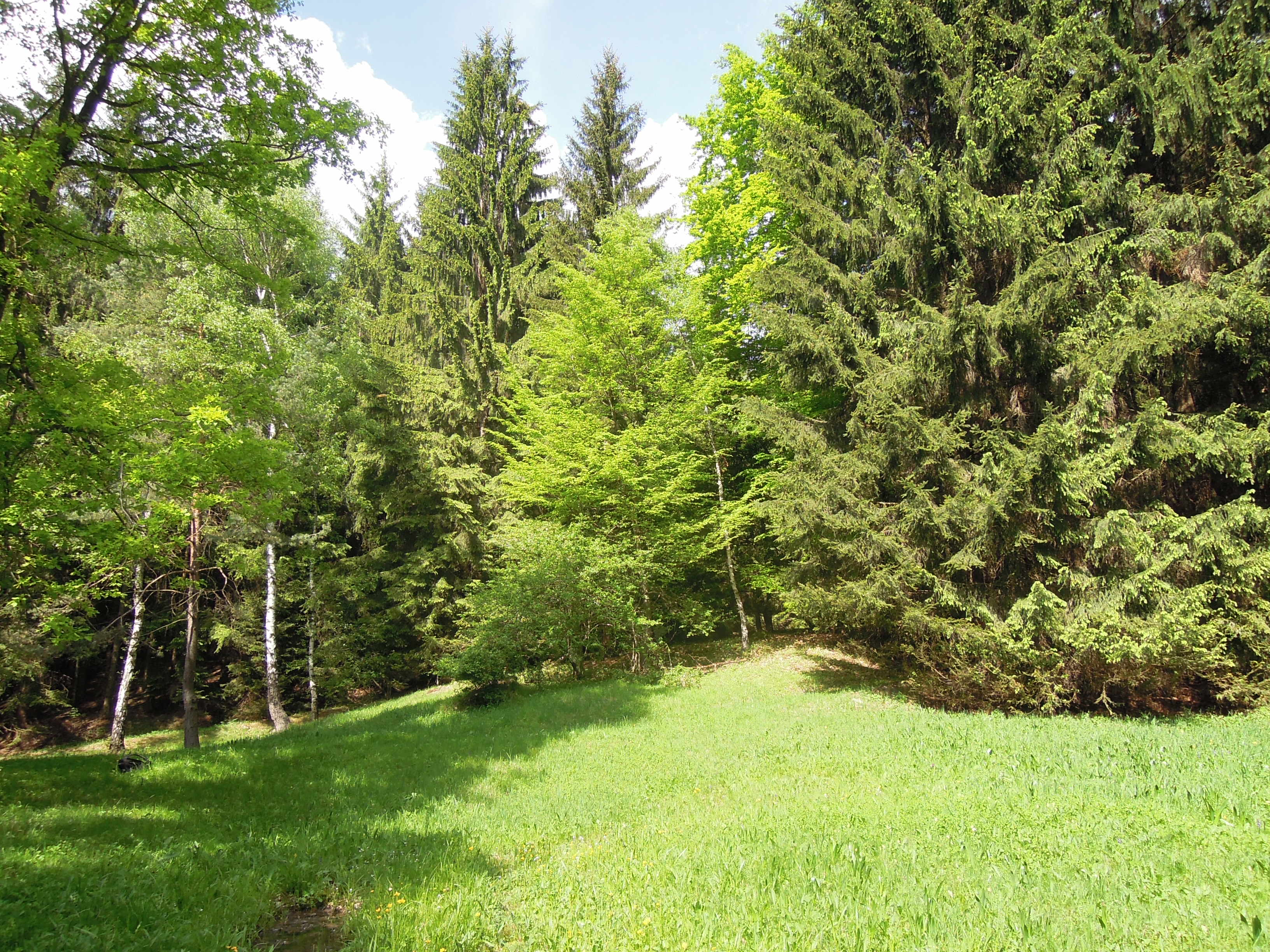
Přírodní památka Lúčky – Roveňky
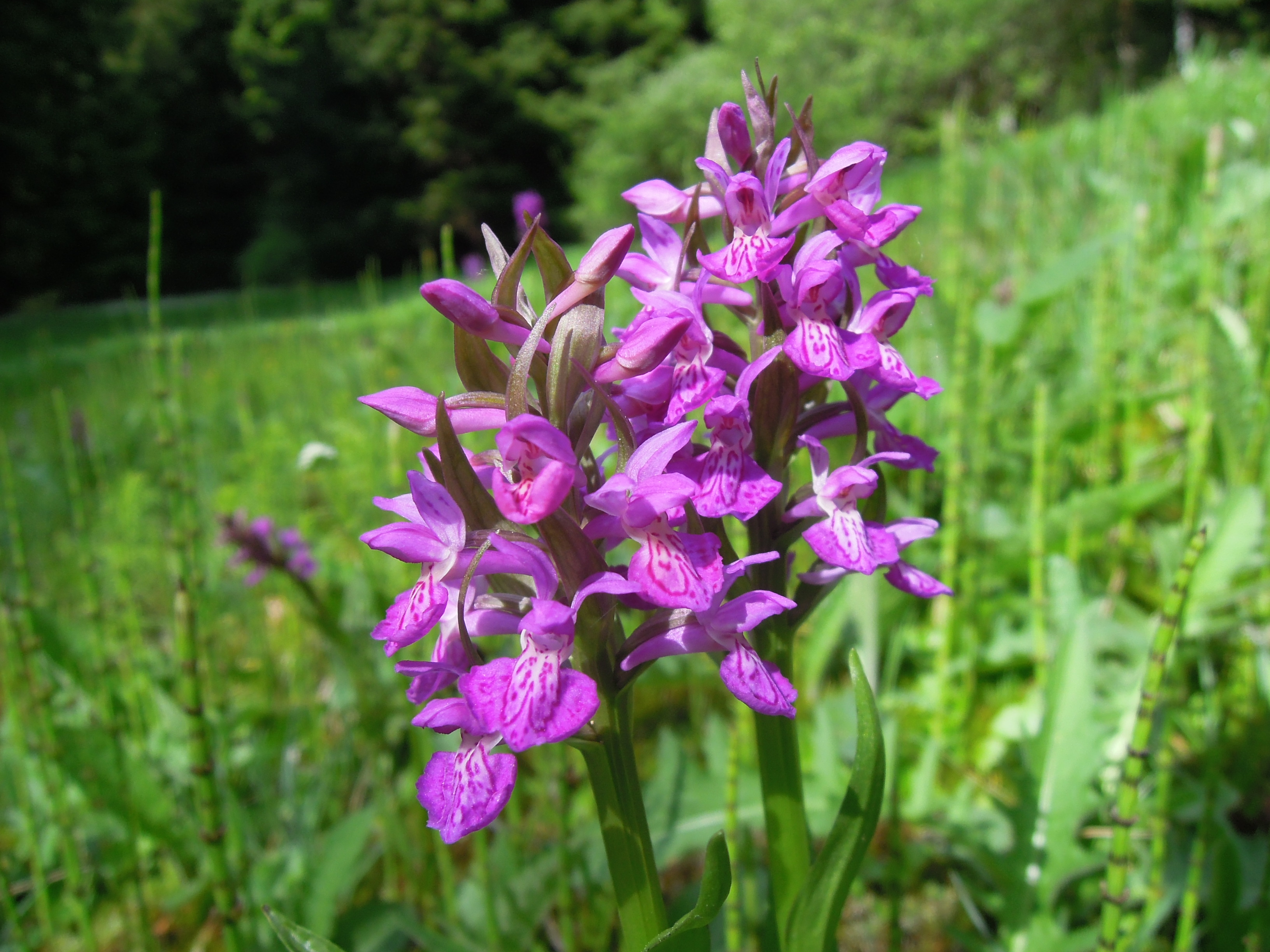
Prstnatec májový
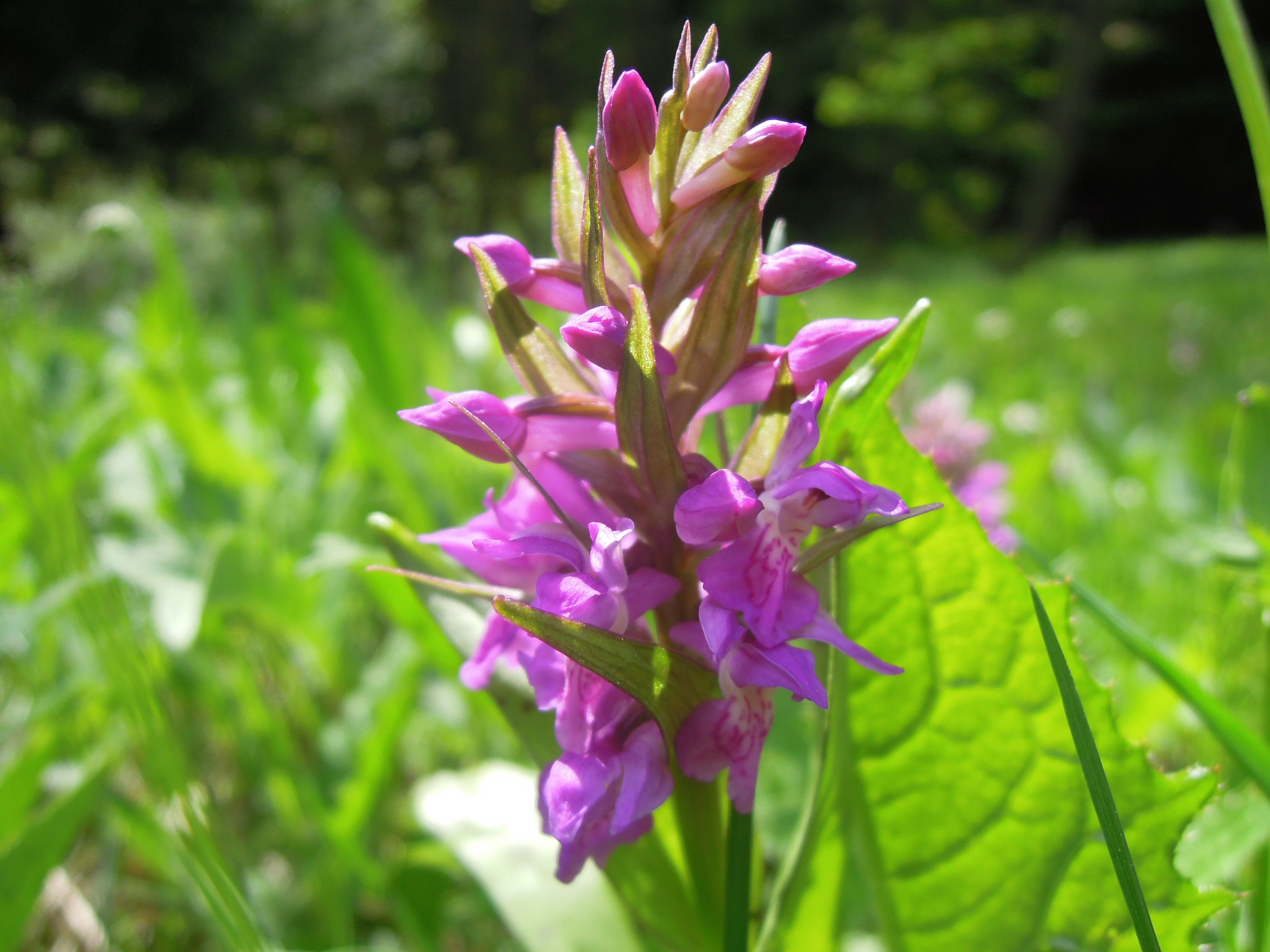
Prstnatec májový